# Dendrobium dichaeoides
Dendrobium dichaeoides är en orkidéart som beskrevs av Rudolf Schlechter. Dendrobium dichaeoides ingår i släktet Dendrobium, och familjen orkidéer.
Artens utbredningsområde är Papua Nya Guinea. Inga underarter finns listade i Catalogue of Life.

## Bildgalleri

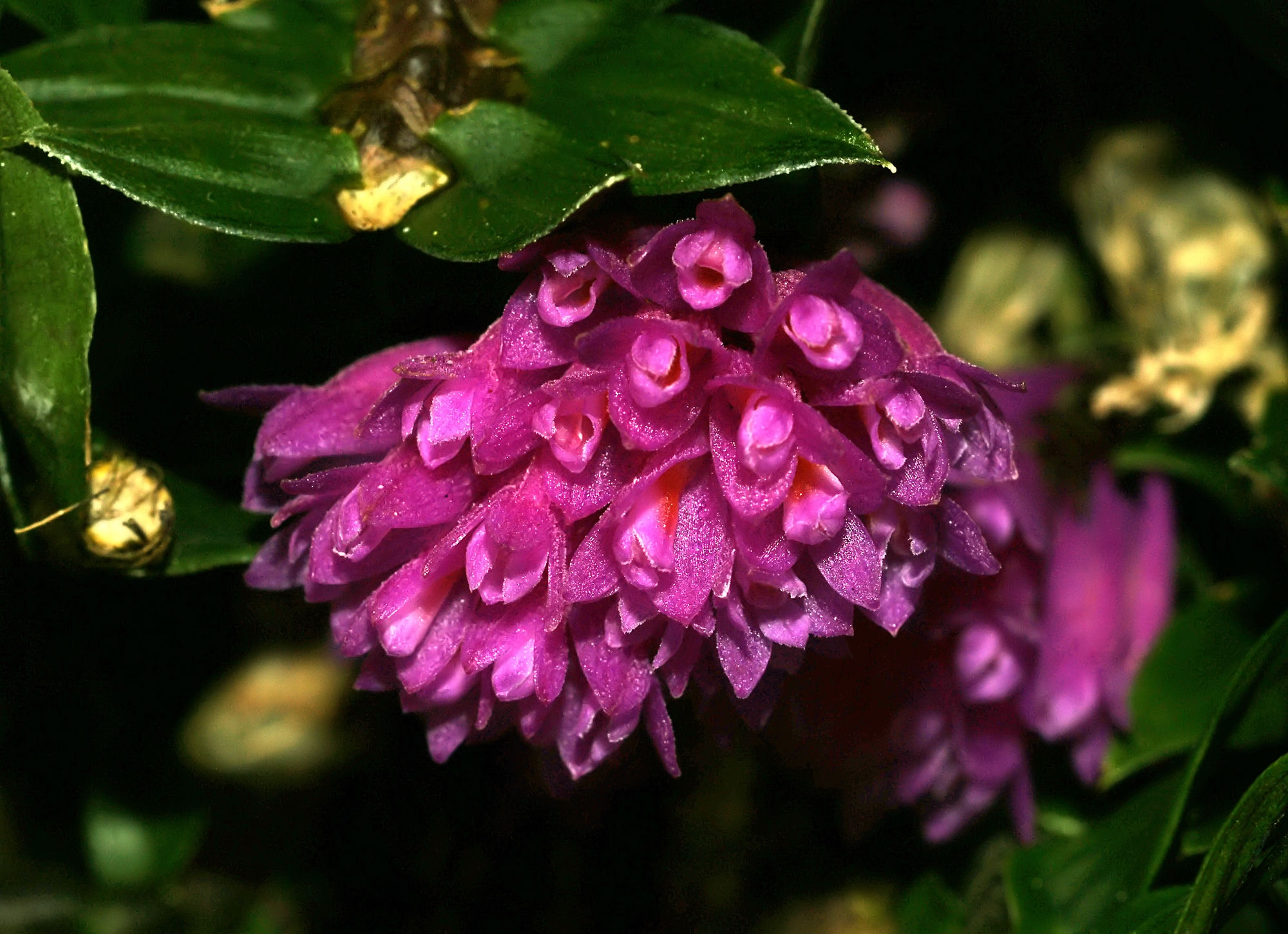
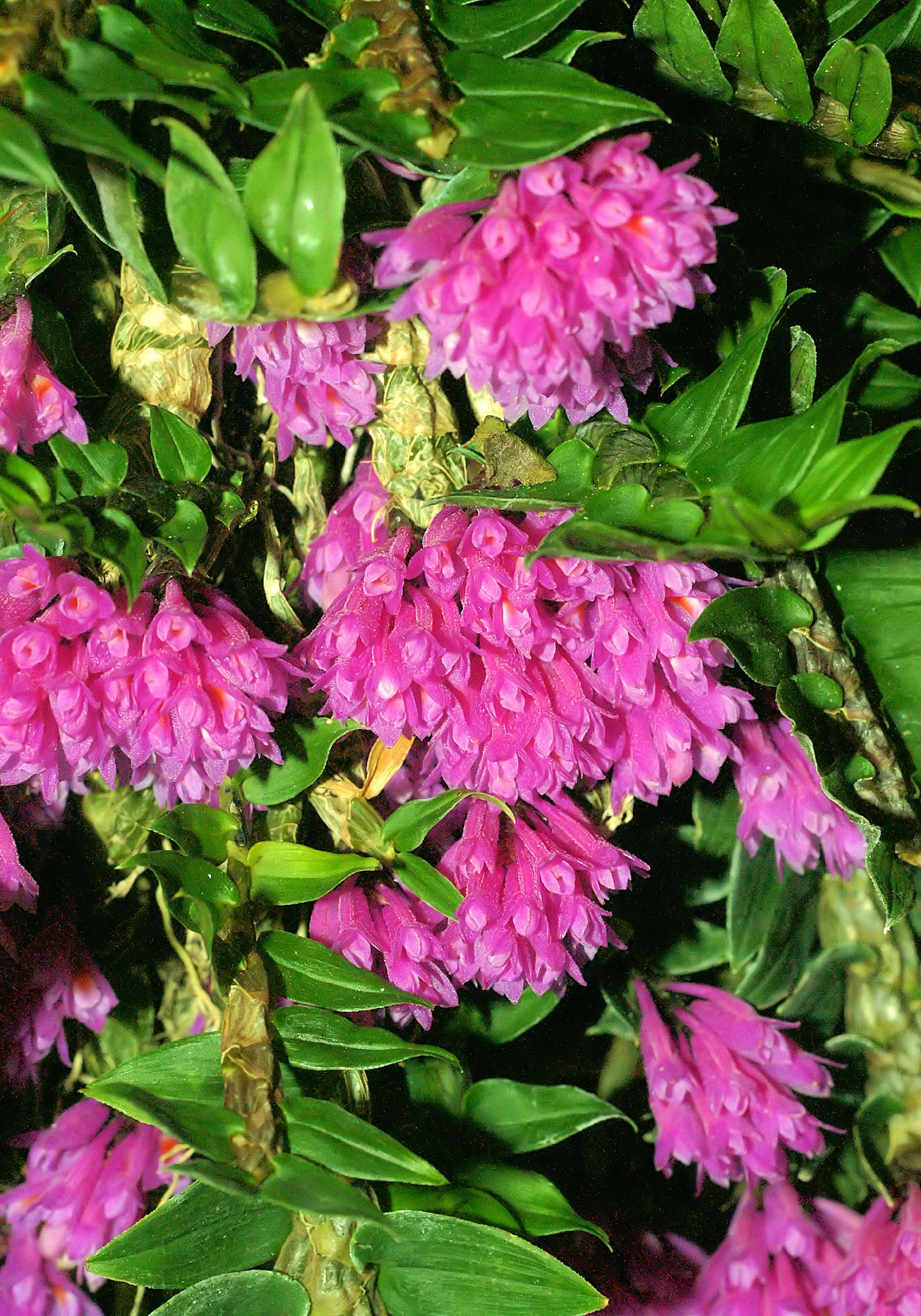